# Ba môn phối hợp tại Đại hội Thể thao Đông Nam Á 2021
Ba môn phối hợp là một trong những môn thể thao tranh tài tại Đại hội Thể thao Đông Nam Á 2021 ở Việt Nam, được tổ chức từ ngày 14 đến 15 tháng 5 năm 2022 (vì tình hình Đại dịch COVID-19 lúc đó diễn biến rất phức tạp tại các quốc gia Đông Nam Á), tại đảo Tuần Châu thuộc tỉnh Quảng Ninh.
Các nội dung thi đấu của ba môn phối hợp tại Đại hội Thể thao Đông Nam Á 2021 bao gồm hai sự kiện: một cho nội dung của nam và một cho nội dung của nữ.

## Quốc gia tham dự
Tổng số vận động viên từ 6 quốc gia tham dự (số lượng vận động viên được ghi trong ngoặc đơn).
- Indonesia
- Malaysia
- Philippines
- Singapore
- Thái Lan
- Việt Nam

## Chương trình thi đấu
Môn ba môn phối hợp thi đấu trong ngày 14 tháng 05 năm 2022, với lịch thi đấu cụ thể như sau:
| Ngày  | Thời gian | Giới tính | Nội dung       | Vòng            |
| ----- | --------- | --------- | -------------- | --------------- |
| 14/05 | 6:00      | Nam       | Cá nhân ba môn | Chung kết       |
| 14/05 | 8:00      | Nữ        | Cá nhân ba môn | Chung kết       |
| 14/05 | 9:30      | Nam       | Cá nhân ba môn | Trao Huy Chương |
| 14/05 | 11:30     | Nữ        | Cá nhân ba môn | Trao Huy Chương |

## Bảng tổng sắp huy chương
| Hạng               | Đoàn               | Vàng | Bạc | Đồng | Tổng số |
| ------------------ | ------------------ | ---- | --- | ---- | ------- |
| 1                  | Philippines        | 3    | 1   | 1    | 5       |
| 2                  | Việt Nam           | 1    | 0   | 0    | 1       |
| 3                  | Indonesia          | 0    | 2   | 3    | 5       |
| 4                  | Malaysia           | 0    | 1   | 0    | 1       |
| Tổng số (4 đơn vị) | Tổng số (4 đơn vị) | 4    | 4   | 4    | 12      |

## Danh sách huy chương
| Nội dung    | Vàng                                | Bạc                               | Đồng                                |
| ----------- | ----------------------------------- | --------------------------------- | ----------------------------------- |
| Cá nhân nam | Fernando Jose Casares · Philippines | Andrew Kim Remolino · Philippines | Ronald Setiawan Bintang · Indonesia |
| Cá nhân nữ  | Kim Mangrobang · Philippines        | Inge Prasetyo · Indonesia         | Raven Faith Alcoseba · Philippines  |